# Heiner Knaub
Heiner Knaub (* 1904 in Eberbach; † 1975 ebenda) war ein deutscher Maler. Sein Werk ist vor allem von Paul Klee und Wassily Kandinsky beeinflusst, deren Kurse Knaub nach 1928 am Bauhaus in Dessau besuchte. Nach dem Zweiten Weltkrieg, in dem ein Großteil seines Frühwerks zerstört wurde, trat Knaub nahezu nicht mehr öffentlich als Künstler in Erscheinung. Sein Werk wurde erst posthum wiederentdeckt. Seine Heimatstadt Eberbach hatte 1981 den Saal des neuen Kurmittelhauses nach ihm benannt, in dem auch einige seiner Werke ausgestellt waren. Nach der Auflösung des Kurmittelhauses hat man diese Bilder in einem Raum des Restaurants am Leopoldsplatz gezeigt; sie befinden sich nunmehr in Räumlichkeiten des Rathauses. Ein Weg in Eberbach trägt inzwischen seinen Namen.

## Leben
Knaub kam 1928 ans Bauhaus nach Dessau, wo er eine künstlerische Grundausbildung in Form von Werklehre bei Josef Albers, abstrakte Formlehre und analytisches Zeichnen bei Wassily Kandinsky, elementare Gestaltungslehre bei Paul Klee, Aktzeichnen bei Oskar Schlemmer und Schrift bei Joost Schmidt durchlief, bevor er einen Hauptkurs in Baulehre durchlief. Nach Abschluss seines Diploms in Dessau studierte Knaub noch vier Semester an der Münchner Kunstakademie, anschließend übernahm er die künstlerische Leitung der Drinnebergschen Werkstatt für Glasmalerei in Mannheim. Im Zweiten Weltkrieg wurde nahezu das gesamte Frühwerk Knaubs bei den Luftangriffen auf Mannheim zerstört. Knaub selbst geriet er in sowjetische Kriegsgefangenschaft, anschließend kehrte er in seine Heimatstadt Eberbach zurück, wo er als Gewerbelehrer tätig war. In der Zeit nach dem Zweiten Weltkrieg übte er Malerei meist nur noch im privaten Umfeld aus, übernahm jedoch verschiedene Aufträge im Rahmen der Kunst am Bau, darunter Wandbilder im Eberbacher Krankenhaus, Wanddekorationen im Eberbacher Hohenstaufen-Gymnasium sowie Fassadengestaltungen in Oberdielbach, Reisenbach und Neckarelz. Eine erste Nachkriegsausstellung seiner Gemälde fand erst 1972 in Eberbach statt.

## Werk
Knaubs Werk als Maler wurde erst posthum wiederentdeckt. 1978 gab es im Haus der Vereinigten Offset Druckerei in Heidelberg-Eppelheim eine größere Ausstellung. Die Stadt Eberbach hat 1985 eine umfangreiche Werkschau mit über 80 Werken veranstaltet und den großen Besprechungssaal des neuen Kurmittelhauses nach dem Maler Heiner-Knaub-Saal genannt. Der Saal wurde inzwischen umgewidmet. Die damals ausgestellten Werke befinden sich nunmehr im Eberbacher Rathaus.
Die Stadt Eberbach hat 1981 mit Heiner Knaubs Erben einen Überlassungsvertrag für einige Werke abgeschlossen, der die Stadt zu einer angemessenen Präsentation verpflichtet.
Im November 2019 wurden Werke von Heiner Knaub im Museum Haus Cajeth in Heidelberg ausgestellt.
Knaubs nur noch fragmentarisch erhaltenes Frühwerk zeigt Einflüsse von kubistischer Malerei und Neuer Sachlichkeit. Seine während des Zweiten Weltkriegs vor allem in Rumänien entstandenen Zeichnungen und Gemälde dokumentieren die Ausnahmesituation, in der sich der im Feld stehende Künstler befand. Sein Nachkriegswerk bezieht sich stark auf die vom Konstruktivismus beeinflusste Formensprache Kandinskys und Klees, die den jeweiligen Gegenstand in konstruktive Spannungen aus Linienmustern und Farbflächen übersetzt.
Die der Familie Knaubs direkt zugänglichen Werke sind Anfang 2022 in einer Internet-Präsentation zusammengefasst worden.